# آمبونگامارینا
آمبونگامارینا (به لاتین: Ambongamarina) یک منطقهٔ مسکونی در ماداگاسکار است که در آنالامانگا واقع شده‌است. آمبونگامارینا ۱۵٬۳۸۲ نفر جمعیت دارد و ۱٬۳۵۰ متر بالاتر از سطح دریا واقع شده‌است.